# Luke (Pokémon)
Luke is een personage uit de Pokémon-anime. Hij is een rivaal van Ash Ketchum. Zijn eerste verschijning was in de veertigste aflevering van de Pokémon: Black & White series in Aflevering 699: Movie Time! Zorua in "The Legend of the Pokemon Knight"!.

## Biografie en verhaal
Luke is al een vrij ervaren trainer. Tijdens Pokémon: Black & White, begint hij te reizen door Unova, waar hij kennismaakt met Ash Ketchum en er ontwikkelt zich een rivaliteit tussen hen. Luke spaart geen Unova regio badges.

## Alle Pokémon van Luke
De Pokémon van Luke in volgorde van vangst.

#### Unova
- Zorua
- Golett
- Leavanny
- Larvesta

## Toernooien
Luke heeft aan verschillende Pokémontoernooien en Pokémonwedstrijden meegedaan. Luke deed aan alle toernooien en wedstrijden mee met zijn eigen Pokémon.

### Pokémontoernooien
- Nimbasa Town Pokémon Club Gevecht - Top 4